# Def Jam South
Def Jam South é a Def Jam Recordings, porém, atuando nos estados do sul dos EUA.

## Artistas
- Mannie Fresh
- DJ Khaled
- Ludacris
- Young Jeezy
- Playaz Circle
- Rick Ross
- Slick Pulla
- Blood Raw
- Ace Hood
- U.S.D.A.
- Willy Northpole